# Bristol, New Hampshire
Bristol är en kommun (town) i Grafton County i delstaten New Hampshire i USA. Den hade 3 244 invånare, på en yta av 56,76 km² (2020).